# Vítězslav Vávra
Vítězslav Vávra (ur. 16 maja 1953 w Pradze, zm. 1 lipca 2021 tamże) – czeski piosenkarz i perkusista.
Na początku lat 70. działał w amatorskim zespole Hills, w 1973 r. stał się współzałożycielem grupy Ges, następnie był członkiem formacji Faraon. W 1975 roku dołączył do grupy Maximum Petr Hanniga, gdzie dał się poznać również jako wokalista solowy. W 1983 roku założył własny zespół Monogram, który wypromował szereg znanych utworów czeskiej sceny muzycznej. W 1985 roku zaczął występować z żoną Věrą Špinarovą.
Do jego przebojów należą m.in. utwory „Citrónová holka”, „Dívka z Heřmánkové návsi” i „Holky z gymplu”.

## Dyskografia
- Vítězslav Vávra a maximum Petra Hanniga (1981, Supraphon);
- Koncert bez plakátů (1982, Supraphon);
- Už jsem tvůj (1984, Supraphon).

Źródło: